# ياهو! نيوز
ياهو! نيوز بالإنجليزية (Yahoo! News) موقع أخباري تابع لشركة ياهو الأمريكية تقوم بجمع الأخبار من جميع الوكلات والصحف ووضعها في الموقع.

## وصلات خارجية
- الموقع الرسمي